# Accademia. Revue de la Société Marsile Ficin
 (février 2025).
Si vous disposez d'ouvrages ou d'articles de référence ou si vous connaissez des sites web de qualité traitant du thème abordé ici, merci de compléter l'article en donnant les références utiles à sa vérifiabilité et en les liant à la section « Notes et références ».
Accademia. Revue de la Société Marsile Ficin est une revue internationale fondée en 1999. La revue publie des articles, des documentes inédits ou rares qui ont trait à l'histoire de la Renaissance dans les domaines de la philosophie, de l'art et de la religion. 